# Evrard z Barres

Erb Everarda des Barres

Evrard z Barres, Everard des Barres jinak také Eberhard von Bares, nebo Eberhard De Bären († 15. listopadu 1176 Clairvaux) byl třetí velmistr řádu templářů v letech 1149–1152.

## Život

Erb rodiny des Barres

Tento proslulý člen řádu templářů působil od roku 1143 jako velkopreceptor Francie a byl jedním z nejvyšších hodnostářů řádu. Dne 27. dubna 1146 předsedal společně s papežem Evženem III. řádové kapitule, při které dal papež řádu právo nosit červený kříž. Po smrti Roberta z Caronu (v lednu 1149) se stal velmistrem templářského řádu a jako první směl užívat titul: „Magister Dei Gratia“. Svou pověst si však vydobyl i ve francouzském vojsku druhé křížové výpravy. Zde doprovázel krále Ludvíka VII., kterému zachránil život během bitvy s Turky u Pisidie. Zdá se, že měl na krále silný vliv, krátce po svém zvolení se společně roku 1149 vrátili zpět do Francie. Tam Everard dlouho nepobyl a na naléhání řádu se vrátil zpět do Palestiny.
Roku 1152 oficiálně abdikoval a odcestoval zpět do vlasti a přes protesty řádových bratří přestoupil do řádu cisterciáků v Clairvaux, kde v samotě a odloučení od své rodiny roku 1176 zemřel. Podle kronikáře Odo Deuila byl velmi zbožný a statečný.
Po jeho návratu do Francie v roce 1149 neoficiálně nastoupil na jeho místo ve "Svaté zemi" Bernard de Tremelay, který se v roce 1152 po abdikaci Everarda des Barres stal čtvrtým velmistrem řádu.